# Bonnevaux (Gard)
Bonnevaux is een gemeente in het Franse departement Gard (regio Occitanie) en telt 95 inwoners (2009). De plaats maakt deel uit van het arrondissement Alès.

## Geografie
De oppervlakte van Bonnevaux bedraagt 8,7 km², de bevolkingsdichtheid is dus 10,9 inwoners per km².

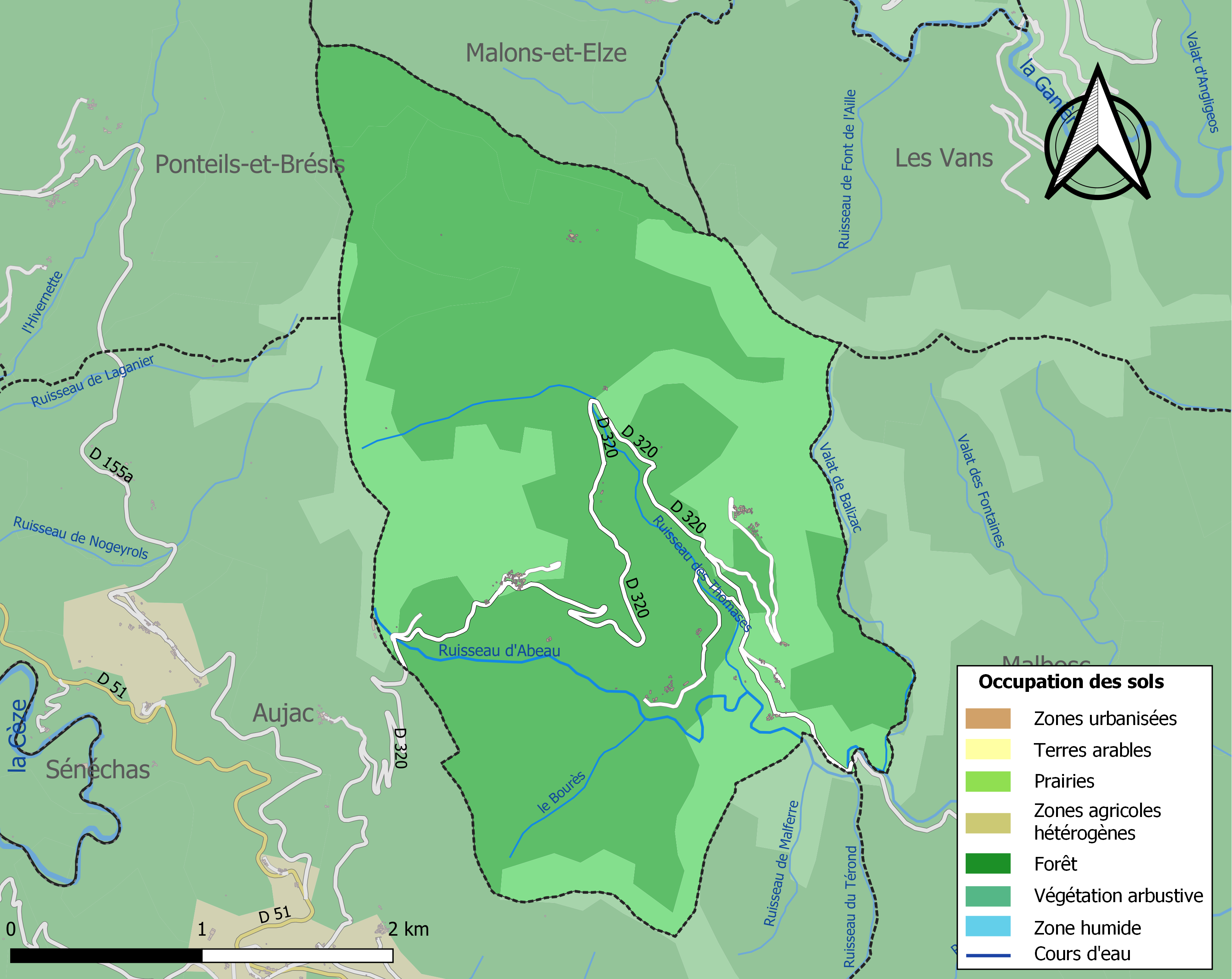
Kaart van de gemeente met de belangrijkste infrastructuur, bodemgebruik en omliggende gemeenten

## Demografie
Onderstaande figuur toont het verloop van het inwonertal (bron: INSEE-tellingen).
1. ↑  Populations de référence 2022.